# Bereliço
Bereliço (Berelisa, Berelisu, Bereliso) ist eine osttimoresische Aldeia im Suco Faturasa (Verwaltungsamt Remexio, Gemeinde Aileu). 2015 lebten in der Aldeia 74 Menschen.

## Geographie
Die Aldeia Bereliço bildet den Nordwesten des Sucos Faturasa. Südöstlich befindet sich die Aldeia Faculau. Im Nordosten grenzt Bereliço an den Suco Tulataqueo, im Nordwesten der Suco Acumau und im Westen der Suco Fadabloco. Entlang der Westgrenze fließt der Hatomeco, ein Nebenfluss des Nördlichen Laclós. Zu dessen System gehört auch der Lohun der an der Grenze zu Faculau entspringt und dieser nach Norden folgt. Von Tulataqueo aus durchquert eine kleine Straße die Aldeia. An ihr liegen die Orte Bereliço und Lebometa.

## Politik
Bei den Kommunalwahlen in Osttimor 2009 wurde Aleixo da Silva zum Chefe de Aldeia gewählt. Die nächsten Wahlen fanden 2016 und 2023 statt.